# Friedrich Wilhelm Schubert
Pour les articles homonymes, voir Schubert.
Friedrich Wilhelm Schubert, né le 20 mai 1799 à Königsberg et mort le 21 juillet 1868 dans la même ville, est un historien et homme politique prussien, membre du Parlement de Francfort de 1848 à 1849.

## Biographie
Fils de Gottlieb Wilhelm Schubert, chapelier, Friedrich Wilhelm Schubert est né le 20 mai 1799 à Königsberg en Prusse-Orientale. Engagé volontaire, il prend part à la fin des guerres napoléoniennes de 1813 à 1814 au sein d'un régiment d'infanterie ouest-prussien. Par la suite, après des études d'histoire et de philologie à Königsberg puis Berlin de 1815 à 1820, à l'issue desquelles il obtient un doctorat, il est Privatdozent (professeur sans chaire) puis professeur d'histoire non titulaire à l'université de Königsberg de 1820 à 1826. En parallèle, il adhère en 1823 à la Société royale allemande de Königsberg, dont il devient président en 1825, et occupe temporairement en 1824 un poste de professeur de statistique et d'histoire à Berlin. En 1826, il est nommé professeur titulaire d'histoire médiévale et moderne à Königsberg, ce à quoi s'ajoute le poste de professeur de statistique en 1829. 
De plus, Schubert contribue dans les années 1820 aux Preußischen Provinzialblätter, basés à Königsberg, ainsi qu'à plusieurs revues politiques ou d'histoire. Il effectue par ailleurs plusieurs voyages en Allemagne du Sud, Italie du Nord, France et Autriche, ainsi qu'aux Pays-Bas, en 1824 et entre 1828 et 1829. Entre 1830 et 1837, il est directeur de la publication des Historischen und literarischen Abhandlungen (« Études historiques et littéraires ») de l'Assocation royale allemande. À l'université de Königsberg, il devient en 1832 directeur des séminaires d'histoire, poste qu'il conserve jusqu'en 1866, et remplit brièvement la fonction de recteur, qu'il réexerce par la suite à deux reprises de 1842 à 1843 et de 1853 à 1855.   
Avec son collègue Karl Rosenkranz, Schubert prépare de 1835 à 1838 une édition de l'œuvre complète d'Emmanuel Kant, publiée à Leipzig en douze volumes de 1838 à 1840. Il contribue en outre au Deutsches Staatswörterbuch (« Dictionnaire d'État allemand »), dirigé par Johann Caspar Bluntschli et Karl Brater (de), et écrit un certain nombre de travaux d'histoire et de statistique, entre autres le manuel de science politique Handbuch der allgemeinen Staatskunde von Europa, publié à Königsberg en sept parties de 1835 à 1848. En sus de ses autres activités, Schubert contribue à partir de 1842 à l'Allgemeinen Königsberger Zeitung et, en 1846, prend part au congrès des germanistes à Francfort-sur-le-Main.
Il se rend à nouveau dans cette ville en 1848 lorsqu'il est élu député au Parlement de Francfort dans la 9e circonscription de la province de Prusse, représentant l'arrondissement d'Ortelsbourg. Il prend ses fonctions le 18 mai et rejoint la fraction Casino (centre-droit). À partir du 29 mai, il est rapporteur de la commission des questions et des lois internationales et, à partir du 17 octobre, vice-président de la commission des affaires autrichiennes, tout en étant par ailleurs membre de l'Association allemande pour la liberté du commerce de juin 1848 à mars 1849. Ce dernier mois, il vote pour l'élection du roi de Prusse Frédéric-Guillaume IV comme empereur des Allemands, avant de quitter l'assemblée le 20 mai. 
À l'automne 1849, Schubert prend part à Berlin à la conférence portant sur les réformes des universités prussiennes, puis il poursuit son activité politique : après avoir participé au Parlement d'Erfurt en 1850, il est membre de la Chambre des représentants de Prusse de 1850 à 1852. Membre du comité savant du Musée national germanique à Nuremberg à partir de 1854, il siège à nouveau à la Chambre des représentants de Prusse de 1859 à 1863 puis à la Chambre des seigneurs de 1864 à 1868. Il meurt le 21 juillet 1868 à Königsberg, à 69 ans